# Beniamino Vignola
Pour les articles homonymes, voir Vignola (homonymie).
Beniamino Vignola, né le 12 juin 1959 à Vérone, est un footballeur italien, professionnel dans les années 1980. 

## Biographie
En tant que milieu, il n'eut pas de sélection avec l'équipe d'Italie, mais il représenta son pays aux Jeux olympiques de 1984. Il fut remplaçant contre l'Égypte et contre le Costa Rica, titulaire contre les USA, contre le Chili et contre la Yougoslavie mais il ne joua pas contre le Brésil. Il prit deux cartons jaunes (USA et Chili), d'où une suspension contre le Brésil. Il inscrit deux buts dans ce tournoi : un contre le Chili et un contre la Yougoslavie sur penalty. L'Italie termine quatrième des JO.
Il joua dans différents clubs italiens (Hellas Vérone, US Avellino, Juventus Turin, Hellas Vérone, Empoli Football Club et Associazione Calcio Mantova), ne remportant que des titres avec la Juventus de Turin. Il est champion d'Italie en 1984, remporte une Ligue des Champions en 1985, une Supercoupe de l'UEFA en 1984, ainsi que la coupe des coupes en 1984. De plus, il marque le premier but de la finale, contre le FC Porto.

## Clubs
- 1978-1980 : Hellas Vérone
- 1980-1983 : US Avellino
- 1983-1985 : Juventus Turin
- 1985-1986 : Hellas Vérone
- 1986-1988 : Juventus Turin
- 1988-1990 : Empoli Football Club
- 1991-1992 : Associazione Calcio Mantova

## Palmarès
- Championnat d'Italie de football

- - Champion en 1984
  - Vice-champion en 1987
- Supercoupe de l'UEFA
  - Vainqueur en 1984
- Ligue des champions de l'UEFA
  - Vainqueur en 1985
- Coupe d'Europe des vainqueurs de coupe de football
  - Vainqueur en 1984